# Dan Burn
Daniel Johnson Burn (Blyth, 9 de maio de 1992) é um futebolista inglês que atua como zagueiro ou lateral-esquerdo. Atualmente joga no Newcastle, clube da Premier League.
Burn estreou-se na Football League pelo Darlington, em 2009. Após 19 partidas por este clube, assinou pelo Fulham no final da temporada 2010–11. Foi emprestado ao Yeovil Town na temporada 2012–13, onde fez 41 partidas, e ao Birmingham City em parte da época seguinte. No final da temporada 2015–16, após o seu contrato com o Fulham expirar, assinou pelo Wigan Athletic. No início da época 2018–19, Burn foi contratado pelo Brighton & Hove Albion, tendo sido emprestado de volta ao Wigan até janeiro de 2019. Na temporada 2019–20 estabeleceu-se como jogador regular Premier League no Brighton, antes de assinar pelo seu clube de infância, Newcastle United, em janeiro de 2022.

## Carreira

### Darlington
Nascido em Blyth, Northumberland, Burn cresceu como adepto do Newcastle United, idolatrando Alan Shearer. Dispensado pela academia do Newcastle aos 11 anos, Burn jogou futebol juvenil em equipas locais como New Hartley, Blyth Town e Blyth Spartans. Aos 16 anos, Burn começou a trabalhar num supermercado da cadeia Asda, até um olheiro do Darlington assistir a um jogo seu pelo Blyth Spartans, levando Dan a assinar contrato profissional pelos Quakers, a 1 de julho de 2009.
Devido a problemas financeiros do clube e falta de jogadores, Burn foi promovido à equipa principal pela primeira vez a 31 de outubro de 2009, sendo suplente não utilizado numa derrota por 2–1 frente ao Hereford United. Burn estreou-se a 12 de dezembro de 2009, entrando aos 19 minutos como suplente do lesionado Mark Bower, numa derrota por 5–0 contra o Torquay United. A 6 de março de 2010, Dan estreou-se como titular numa nova derrota contra o Torquay, desta vez por 3–1. Na temporada 2009–10, Burn somou 4 jogos pelo Darlington, que desceu para a Conference (5ª divisão inglesa).
No início da temporada 2010–11, Burn regressou à academia para manter o seu desenvolvimento como jogador. O treinador Mark Cooper acabou por voltar a chamar Dan à equipa principal, que jogou pela primeira vez nessa época a 3 de janeiro de 2011, numa vitória por 3–1 sobre o Barrow. Nessa temporada, Burn fez 15 jogos pelo Darlington, com o seu desempenho a ser elogiado por Cooper. Burn terminou em 2º lugar, atrás de Jamie Chandler, no prémio de Jovem Jogador do Ano do clube.
Burn atraiu interesse de clubes da Premier League, incluindo o Fulham. O Darlington ofereceu-lhe um contrato de 2 anos e meio e um aumento salarial, mas Cooper admitiu ser improvável que conseguissem manter o jovem, afirmando: "Se eu fosse um treinador da Premier League, contratava-o imediatamente, custasse o que custasse".

### Fulham

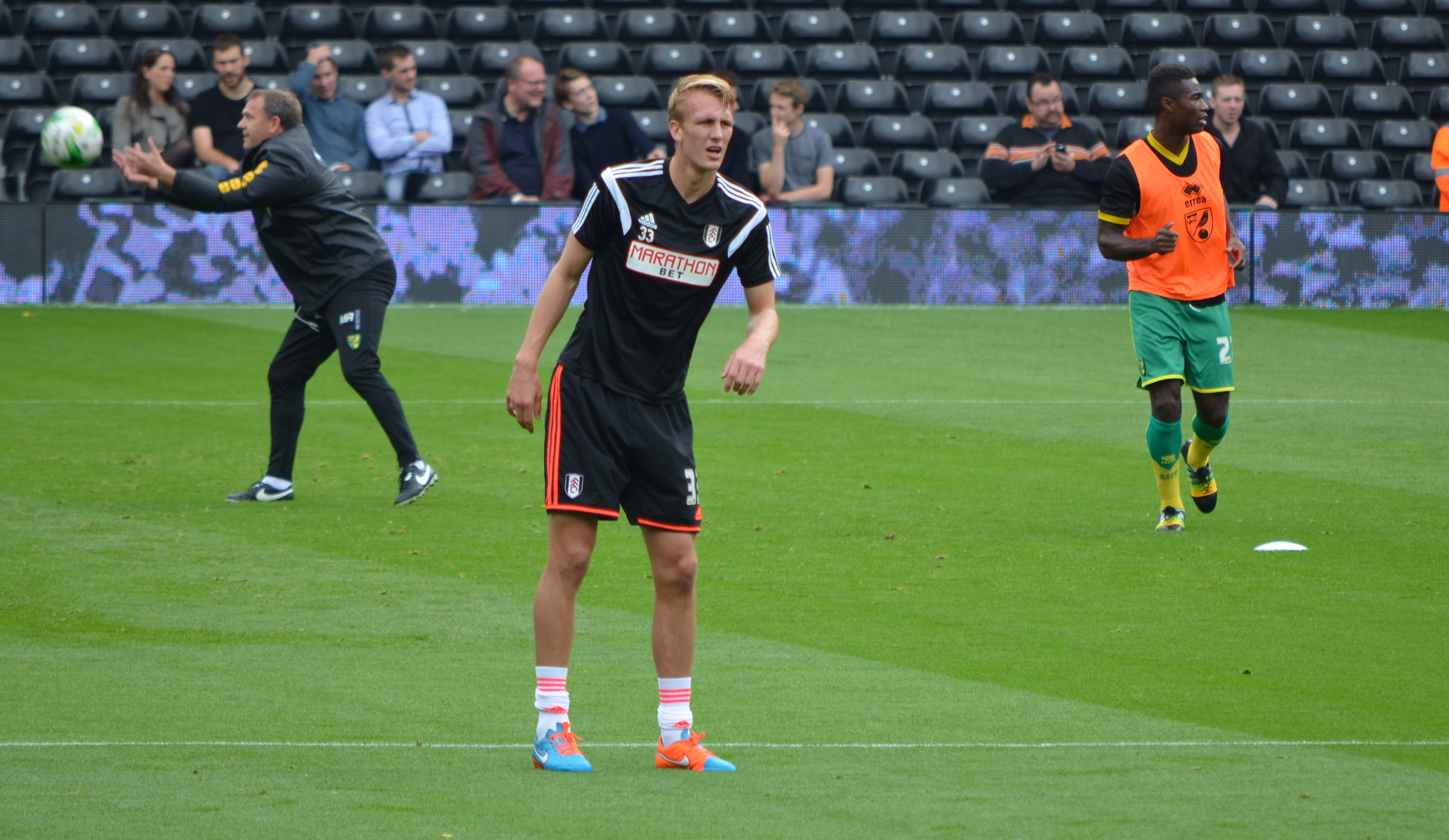
Burn a aquecer pelo Fulham em 2014

A 14 de abril de 2011, foi acordado que Burn assinaria pelo Fulham, clube da Premier League, no final da temporada 2010–11, por um valor a rondar as 350 mil libras.
Após assinar pelo Fulham, Burn foi colocado na equipa de reservas, para se desenvolver e aprender com o treinador desta, Billy McKinlay.
A 25 de setembro de 2012, Burn foi emprestado ao Yeovil Town, da League One por um período inicial de 1 mês. Quatro dias depois, estreou-se contra o Preston North End. Burn marcou um autogolo aos 86 minutos, mas marcou o seu primeiro golo como sénior 1 minuto depois. O Yeovil acabou por perder por 3–2. Burn conseguiu estabelecer-se como titular no Yeovil, pelo que o seu empréstimo foi prolongado em duas ocasiões: inicialmente até 20 de novembro e eventualmente até ao final da temporada. A 2 de fevereiro de 2013, Burn marcou o 2º golo da sua carreira sénior, numa vitória por 3–0 sobre o Brentford. Tendo sido previamente suspenso após receber 5 cartões amarelos na temporada, a 13 de abril, numa vitória por 2 0 sobre o tevenage , Burn foi expulso por duplo amarelo, o que levou a que estivesse suspenso nas 3 últimas partidas do campeonato.
Após cumprir a suspensão, Burn regressou à titularidade na 1ª mão do play-off de promoção ao Championship, uma derrota por 1–0 contra o Sheffield United. Na 2ª mão, Burn ajudou a equipa a ultrapassar a desvantagem, vencendo por 2–0 (2–1 em agregado). Na final dos play-offs, no Estádio de Wembley, Burn marcou o 2º golo de uma vitória por 2–1 sobre o Brentford, permitindo ao Yeovil Town garantir a promoção ao Championship pela primeira vez na sua história. Burn regressou ao Fulham após ter somado 41 partidas e 3 golos pelo Yeovil.
Antes da temporada 2013–14, Burn manifestou a sua vontade de regressar ao Yeovil Town. No entanto, a 3 de julho de 2013, Dan assinou novo contrato com o Fulham, com duração até ao verão de 2015. Simultaneamente, foi emprestado ao Birmingham City, do Championship, até ao fim da época. Estreou-se pelo clube a 3 de agosto, numa derrota por 1–0 frente ao Watford, e estabeleceu-se como titular frequente. O seu primeiro golo pelos Blues, um cabeceamento após um cruzamento de Paul Caddis, inaugurou o marcador na 3ª ronda da Taça da Liga Inglesa, a 25 de setembro, em que o Birmingham derrotou o campeão em título, Swansea City, por 3–1.
A 2 de janeiro de 2014, o Fulham terminou antecipadamente o empréstimo de Burn. Dois dias depois, Dan estreou-se pelo clube, como titular, na 3ª ronda da Taça de Inglaterra contra o Norwich City. Após o jogo, o treinador do Fulham, René Meulensteen, afirmou que o esperado era Burn regressar ao Birmingham City por empréstimo novamente, mas tal nunca veio a acontecer.
A 18 de janeiro de 2014, Burn estreou-se na Premier League, numa derrota por 2–0 frente ao Arsenal. Após a partida, Meulensteen elogiou o desempenho do defesa. Burn fez alguns jogos pela equipa principal antes de sofrer uma lesão muscular. Após ficar afastado durante semanas, Burn regressou aos relvados a 3 de maio de 2014, jogando 58 minutos numa derrota por 4–1 contra o Stoke City, que confirmou a descida do Fulham ao Championship para a temporada seguinte.

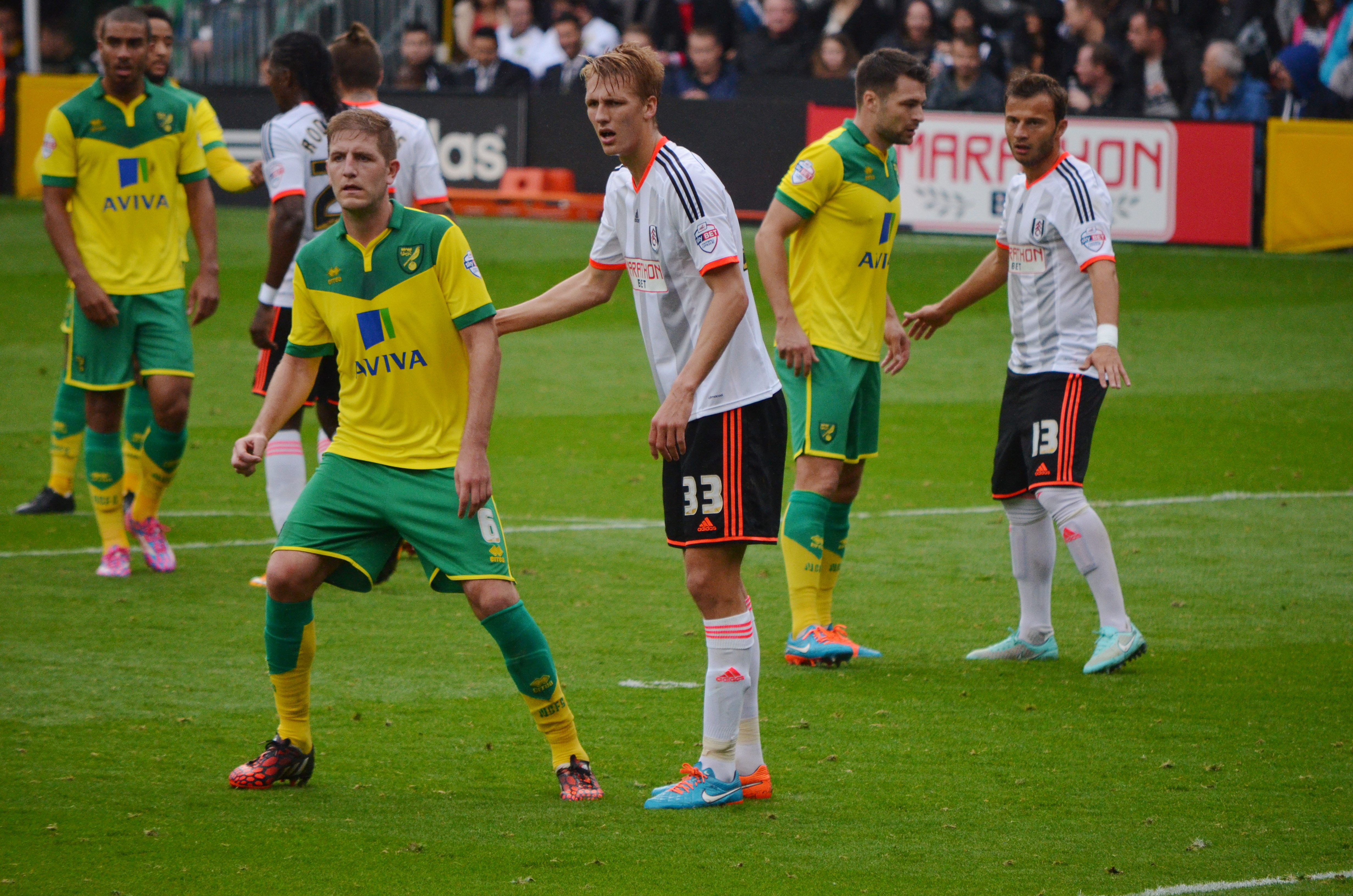
Burn a jogar pelo Fulham em 2014

O primeiro jogo de Burn na temporada 2014–15 foi a 30 de agosto de 2014, num empate por 1–1 frente ao Cardiff City. Dan marcou o seu primeiro golo pelo Fulham a 23 de setembro, num joga da Taça da Liga Inglesa contra o Doncaster Rovers. A 21 de outubro de 2014, Burn foi pela primeira vez capitão do Fulham e marcou o seu primeiro golo no Championship da temporada, num empate por 3–3 contra o Rotherham United. No entanto, Burn teve dificuldade em manter a titularidade, passando a maior parte da época no banco de suplentes. A 27 de janeiro de 2015, Burn renovou contrato com o clube até ao verão de 2016. Burn concluiu a temporada 2014–15 com 22 jogos e 1 golo pelo Fulham, em todas as competições.
Na temporada 2015–16, Burn assistiu o golo no último minuto de Cauley Woodrow, num empate por 1–1 frente ao Huddersfield Town, a 22 de agosto de 2015. Após a partida, Dan foi eleito o Melhor em Campo pelos adeptos. A 17 de outubro, num empate por 0–0 contra o Middlesbrough, Burn formou uma parceria com Richard Stearman que permitiu segurar o empate, o que lhe valeu outro prémio de Melhor em Campo. Quando Peter Grant assumiu funções de treinador interino, Dan perdeu o lugar na equipa, mas recuperou-o sob o comando dos treinadores Stuart Gray e Slaviša Jokanović. Tornando-se uma das figuras principais da equipa de Jokanović, o clube abriu negociações com Burn para a renovação de contrato. Dan ajudou o Fulham a manter-se no Championship, terminando na 20 posição, participando em 35 partidas na época 2015–16, em todas as competições.
No final da temporada 2015–16, Burn abandonou o Fulham após o fim do seu contrato com o clube.

### Wigan Athletic
Burn assinou um contrato de 3 anos com o Wigan Athletic, recém-promovido ao Championship, com início após o seu contrato com o Fulham expirasse. Foi-lhe atribuída a camisola 33.
Burn estreou-se pelo Wigan no primeiro jogo da época, sendo titular numa derrota por 2–1 frente ao Bristol City. Após um início de temporada algo turbulento, Burn afirmou-se como uma das figuras de destaque da equipa, tendo recebido o prémio de Jogador do Ano do clube, no final da época. O seu primeiro golo pelo Wigan surgiu a 7 de março de 2017, numa vitória por 1–0 sobre o seu ex-clube Birmingham City.

### Brighton & Hove Albion
A 9 de agosto de 2018, Burn assinou um contrato de 4 anos com o Brighton & Hove Albion, da Premier League, a troco de um valor não revelado. Dan foi emprestado de volta ao Wigan Athletic até janeiro de 2019.
Após o empréstimo, Burn regressou ao Brighton, estreando-se pelo clube a 26 de janeiro, na 3ª ronda da Taça de Inglaterra contra o West Bromwich Albion; o jogo terminou 0–0 e Burn foi eleito homem do jogo. Após mais dois jogos a titular na Taça, Dan estreou-se na Premier League pelo Brighton na primeira jornada da temporada 2019–20, contra o Watford; jogando numa defesa a três com Lewis Dunk e Shane Duffy, Burn destacou-se (segundo o Telegraph), na vitória do Brighton por 3–0. Dan manteve a titularidade ao longo da época e, no final do ano, era o único jogador do Brighton a ter jogado todos os minutos da Premier League até ao momento. A 1 de janeiro de 2020, Burn fraturou a clavícula numa colisão com Reece James, do Chelsea. A lesão requeriu cirurgia, e Dan regressou aos relvados a 8 de fevereiro.
A 2 de janeiro de 2021, Burn marcou um autogolo, cometeu uma falta para penálti e recebeu um cartão amarelo numa partida contra o Wolverhampton Wanderers, em que o Brighton conseguiu empatar por 3–3 após estar a perder por 3–1. A 3 de fevereiro, Dan jogou na vitória do Brighton por 1–0 sobre o campeão em título Liverpool, a primeira vitória no campeonato dos Seagulls em Anfield desde 1982. A 18 de maio de 2021, após os adeptos regressarem aos estádios, Burn marcou o golo da vitória (o seu 1º pelo Brighton) numa vitória por 3–2 sobre o campeão Manchester City, selando o primeiro triunfo na 1ª divisão dos Seagulls sobre o City desde 1981.
A 15 de dezembro de 2021, dada a ausência de Lewis Dunk, Shane Duffy, Pascal Groß e outros jogadores, Burn capitaneou pela primeira vez o Brighton, numa derrota por 1–0 frente ao Wolves. A 2 de janeiro de 2022, marcou o seu 2º golo pelo clube, através de um cabeceamento ao segundo poste, numa vitória por 3–2 sobre o Everton.

### Newcastle United
A 28 de janeiro de 2022, o Brighton rejeitou uma proposta por Burn no valor de 7 milhões de libras, por parte do Newcastle United, o clube pelo qual o defesa torcera e jogara na infância. Dois dias depois, uma taxa de 13 milhões de libras foi acordada, e, a 31 de janeiro, Burn assinou um contrato de 2 anos e meio pelos Magpies. Dan estreou-se pelo Newcastle a 13 de fevereiro, jogando a defesa-central ao lado de Fabian Schär numa vitória por 1–0 em casa do Aston Villa, sendo eleito Homem do Jogo pela Sky Sports. Segundo Gary Neville: "[Burn] jogou com compostura na defesa e todo o seu desempenho foi muito bom, principalmente no jogo aéreo. Já não via a defesa do Newcastle assim tão organizada há algum tempo."
A 18 de maio de 2023, Burn marcou o seu primeiro golo na Premier League pelo Newcastle, numa vitória por 4–1 sobre o Brighton.

## Vida Pessoal
Aos 13 anos de idade, Burn perdeu o dedo anelar da mão direita ao trepar uma vedação usando um anel, que terá ficado preso, cortando o dígito.

## Estatísticas de Carreira
- Atualizado até 28 de maio de 2023

| Clube                  | Temporada         | Campeonato         | Campeonato | Campeonato | FA Cup | FA Cup | EFL Cup | EFL Cup | Outros | Outros | Total | Total |
| Clube                  | Temporada         | Divisão            | Jogos      | Golos      | Jogos  | Golos  | Jogos   | Golos   | Jogos  | Golos  | Jogos | Golos |
| ---------------------- | ----------------- | ------------------ | ---------- | ---------- | ------ | ------ | ------- | ------- | ------ | ------ | ----- | ----- |
| Darlington             | 2009–10           | League Two         | 4          | 0          | 0      | 0      | 0       | 0       | 0      | 0      | 4     | 0     |
| Darlington             | 2010–11           | Conference Premier | 10         | 0          | 0      | 0      | —       | —       | 5      | 0      | 15    | 0     |
| Darlington             | Total             | Total              | 14         | 0          | 0      | 0      | 0       | 0       | 5      | 0      | 19    | 0     |
| Fulham                 | 2011–12           | Premier League     | 0          | 0          | 0      | 0      | 0       | 0       | —      | —      | 0     | 0     |
| Fulham                 | 2012–13           | Premier League     | 0          | 0          | —      | —      | 0       | 0       | —      | —      | 0     | 0     |
| Fulham                 | 2013–14           | Premier League     | 9          | 0          | 3      | 0      | —       | —       | —      | —      | 12    | 0     |
| Fulham                 | 2014–15           | Championship       | 20         | 1          | 0      | 0      | 2       | 1       | —      | —      | 22    | 2     |
| Fulham                 | 2015–16           | Championship       | 32         | 0          | 1      | 0      | 2       | 0       | —      | —      | 35    | 0     |
| Fulham                 | Total             | Total              | 61         | 1          | 4      | 0      | 4       | 1       | 0      | 0      | 69    | 2     |
| Yeovil Town (emp.)     | 2012–13           | League One         | 34         | 2          | 1      | 0      | —       | —       | 6      | 1      | 41    | 3     |
| Birmingham City (emp.) | 2013–14           | Championship       | 24         | 0          | —      | —      | 4       | 1       | —      | —      | 28    | 1     |
| Wigan Athletic         | 2016–17           | Championship       | 42         | 1          | 2      | 0      | 0       | 0       | —      | —      | 44    | 1     |
| Wigan Athletic         | 2017–18           | League One         | 45         | 5          | 8      | 1      | 0       | 0       | 0      | 0      | 53    | 6     |
| Wigan Athletic         | Total             | Total              | 87         | 6          | 10     | 1      | 0       | 0       | 0      | 0      | 97    | 7     |
| Brighton & Hove Albion | 2018–19           | Premier League     | 0          | 0          | 3      | 0      | —       | —       | —      | —      | 3     | 0     |
| Brighton & Hove Albion | 2019–20           | Premier League     | 34         | 0          | 0      | 0      | 0       | 0       | —      | —      | 34    | 0     |
| Brighton & Hove Albion | 2020–21           | Premier League     | 27         | 1          | 2      | 0      | 3       | 0       | —      | —      | 32    | 1     |
| Brighton & Hove Albion | 2021–22           | Premier League     | 13         | 1          | 1      | 0      | 2       | 0       | —      | —      | 16    | 1     |
| Brighton & Hove Albion | Total             | Total              | 74         | 2          | 6      | 0      | 5       | 0       | —      | —      | 85    | 2     |
| Wigan Athletic (emp.)  | 2018–19           | Championship       | 14         | 0          | 0      | 0      | 0       | 0       | —      | —      | 14    | 0     |
| Newcastle United       | 2021–22           | Premier League     | 16         | 0          | —      | —      | —       | —       | —      | —      | 16    | 0     |
| Newcastle United       | 2022–23           | Premier League     | 38         | 1          | 0      | 0      | 6       | 1       | —      | —      | 44    | 2     |
| Newcastle United       | Total             | Total              | 54         | 1          | 0      | 0      | 6       | 1       | —      | —      | 60    | 2     |
| Total de Carreira      | Total de Carreira | Total de Carreira  | 362        | 12         | 21     | 1      | 19      | 3       | 11     | 1      | 413   | 17    |

1. ↑  Jogos no FA Trophy
2. ↑  3 jogos no Football League Trophy, 3 jogos e 1 golo nos play-offs da League One

## Títulos
Yeovil Town
- Play-offs da League One: 2013[33]

Wigan Athletic
- League One: 2017–18[77]

Newcastle
- Copa da Liga Inglesa: 2024–25

Individual
- Equipa do Ano da League One: 2017–18[78]